# زابینه رانش
زابینه رانش (به انگلیسی: Sabine Rantzsch) (زادهٔ ۸ مهٔ ۱۹۵۳) شناگر اهل آلمان است.